# Picea fennica
Picea fennica là một loài thực vật hạt trần trong họ Thông. Loài này được (Regel) Kom. miêu tả khoa học đầu tiên năm 1934.